# Jag ser dig
För filmen med samma namn, se Jag ser dig (film).
"Jag ser dig" är en låt och singel av det svenska rockbandet Kent från deras album Jag är inte rädd för mörkret, som släpptes i april 2012. Låten gavs ut på CD-maxi, vinylskiva i begränsad upplaga och som digital nedladdning den 27 juni 2012.

## Låtlista
1. "Jag ser dig" – 5:35
2. "Jag ser dig" (Adrian Lux Remix) – 6:41

## Listplaceringar
| Lista (2012)         | Högsta placering |
| -------------------- | ---------------- |
| Svenska singellistan | 33               |